# 西藏自治区筹備委員
西蔵自治区籌備委員会（せいぞうじちくちゅうびいいんかい、中国語: 西藏自治区筹备委员会、チベット語: བོད་རང་སྐྱོང་ལྗོངས་གྲ་སྒྲིག་ཨུ་ཡོན་ལྷན་ཁང, ラテン文字転写: bod rang skyong ljongs gra sgrig u yon lhan khang）は、中華人民共和国がチベットに設置した行政組織。チベット自治区準備委員会（チベットじちくじゅんびいいんかい）とも。
1956年に設置され、1965年のチベット自治区（西蔵自治区）の発足にともない廃止された。
初代「主任委員」のダライ・ラマ14世は、ガンデンポタンにおける元首であり、最後（第3代）の「主任委員」となったンガプー・ンガワン・ジクメは1965年に正式に発足したチベット自治区人民政府（西蔵自治区人民政府）における最初の「人民委員会主任」となった（→西蔵自治区人民政府主席を参照）。

## 歴代の西蔵自治区籌備委員会主任委員
| 代 | 氏名                       | 在任期間        |
| -- | -------------------------- | --------------- |
| 1  | ダライ・ラマ14世           | 1956年 - 1959年 |
| 2  | パンチェン・ラマ10世       | 1959年 - 1964年 |
| 3  | ンガプー・ンガワン・ジクメ | 1964年 - 1965年 |